# روموی، هوکایدو
روموی در استان هوکایدو در کشور ژاپن واقع شده‌است که دارای جمعیت ۲۶٬۲۹۵ نفر و مساحت ۲۹۷٫۴۴ کیلومتر مربع با تراکم جمعیت ۸۸٫۴ نفر در کیلومترمربع است و در تاریخ ۱ اکتبر ۱۹۴۷ به عنوان شهر شناخته شد.